# Mégaride
Ne pas confondre avec les mégarides en géologie et en sismologie.
Pour les articles homonymes, voir Mégare (homonymie).

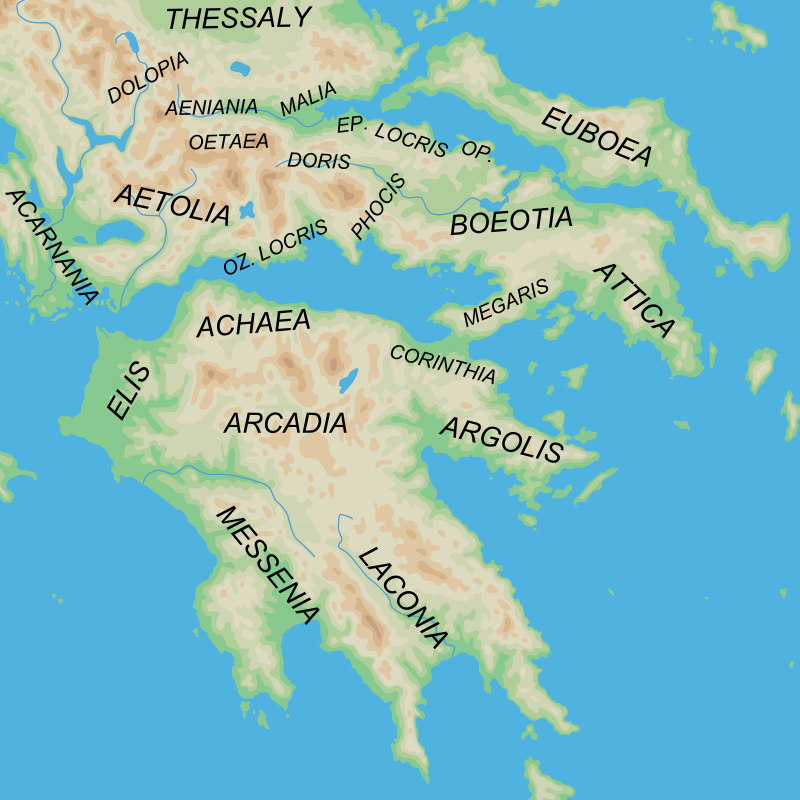
Carte des régions du Sud de la Grèce antique dont la Mégaride.

La Mégaride, en grec ancien Μεγαρίς / Megaris, est une région historique de Grèce constituant un isthme entre l'Attique à l'est, la Béotie au nord et la Corinthie à l'ouest, séparant le golfe de Corinthe au nord-ouest du golfe Saronique au sud-est. Sa partie la plus étroite, à l'ouest, constitue l'isthme de Corinthe. La région tire son nom de la polis de Mégare. Elle est partagée entre les périphéries modernes de l'Attique et du Péloponnèse.